# Великое Ладыжино
Великое Ладыжино (укр. Велике Ладижине) — село, Василевский сельский совет,
Полтавский район, Полтавская область, Украина.
Код КОАТУУ — 5324080503. Население по данным 1985 года составляло 80 человек.
Село ликвидировано в 2003 году.

## Географическое положение
Село Великое Ладыжино находилось на правом берегу безымянной пересыхающей речушки, на которой сделана большая запруда, выше по течению на расстоянии в 1 км расположено село Старицковка, ниже по течению на расстоянии в 2 км расположено село Малое Ладыжино.

## Известные уроженцы
- Кузь, Ефросиния Порфирьевна (1910—1996) — Герой Социалистического Труда.